# Dost Mohammed

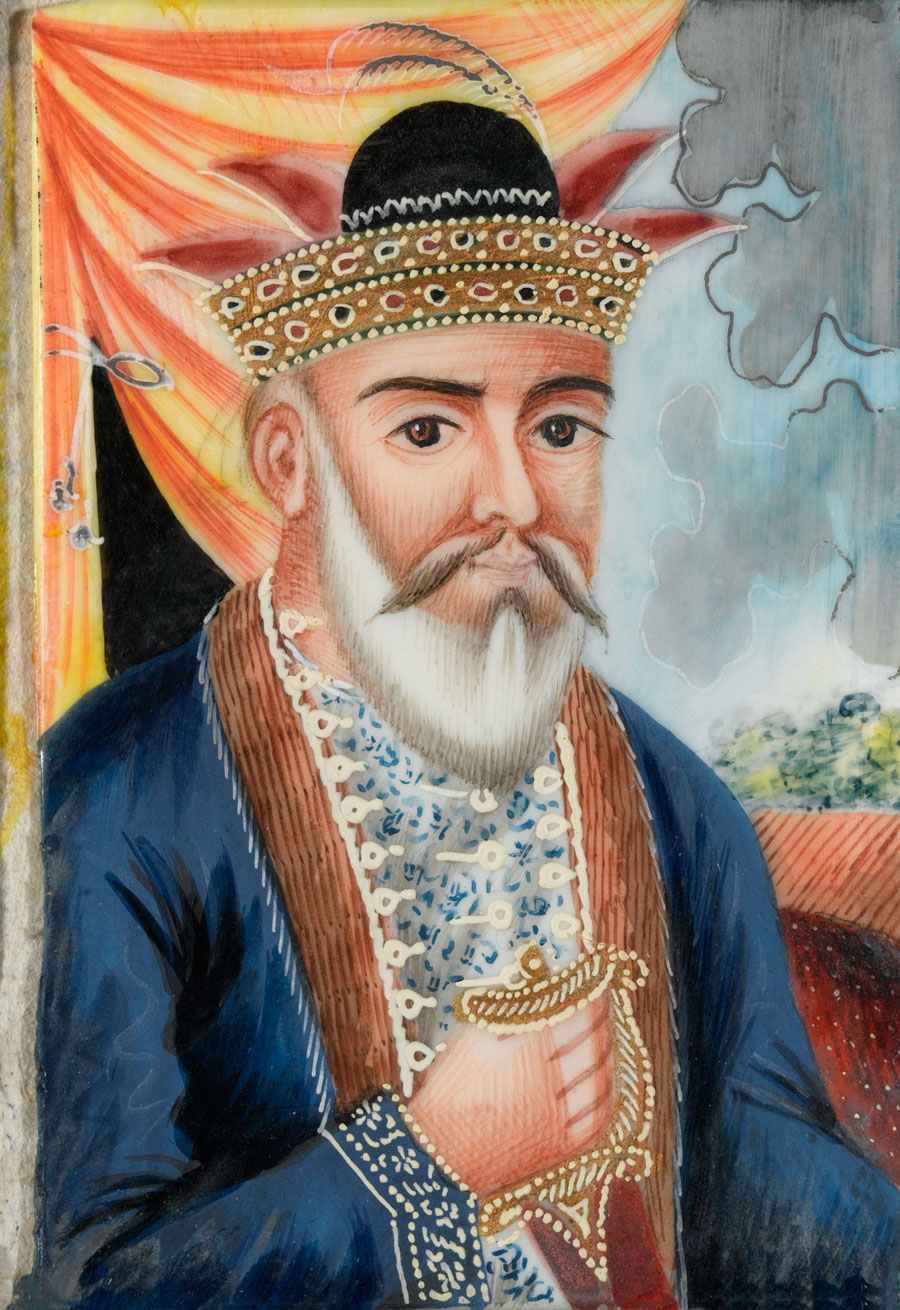
Dost Mohammed

Dost Mohammed (* 23. Dezember 1793 in Kandahar; † 9. Juni 1863 in Herat) war von 1826 bis 1840 sowie von 1843 bis zu seinem Tod Herrscher von Afghanistan. Er war der Begründer der Barakzai-Dynastie.

## Leben
Afghanistan wurde seit 1747 von der Durrani-Dynastie regiert. Nachdem Dost Mohammeds älterer Bruder Fateh Khan, Wesir des damaligen Königs bzw. Schahs, 1826 ermordet worden war, kam es zur Rebellion. Die Durranis wurden gestürzt. Um die Nachfolge entbrannten langjährige Auseinandersetzungen. 1826 konnte Dost Mohammed sich als Herrscher etablieren.
Die östliche Einflussregion, Peschawar, war inzwischen an den Punjab verloren und das westliche Herat an die Durranis. Dost Mohammad, somit nur noch Herrscher über den mittleren Teil Afghanistans, nahm daher statt des Schah-Titels der früheren Herrscher zunächst den Titel Khan an. Erst 1834, nachdem er den Versuch des früheren Herrschers Schodscha Schah Durrani den Thron zurückzuerobern, vereitelt hatte, nahm er den Titel Emir an.
Ab 1835 kam es zu einer Annäherung an Russland, was zu einem Konflikt mit der britischen Vormachtstellung führte, dem sogenannten Great Game. Verschärft wurde diese Situation im Konflikt um Peschawar. Der Herrscher von Punjab Ranjit Singh genoss das britische Vertrauen und war nicht gewillt seine Ansprüche aufzugeben. In dieser Situation schrieb der britische Generalgouverneur von Kalkutta, Baron Auckland, einen scharfen Brief an Dost Mohammed, in dem er ihn aufforderte, seine Ansprüche auf Peschawar sowie seine Annäherung an Russland aufzugeben. Da dieser die Forderungen nicht erfüllte, beschloss Lord Auckland, mit dem Manifest von Shimla vom 1. Oktober 1838 Dost Mohammed zu entmachten und den früheren Herrscher Schodscha Schah Durrani wieder einzusetzen. Um dieser Forderung Nachdruck zu verleihen, marschierten im Frühjahr ca. 16.500 britische und indische Truppen sowie ca. 35.000 Bedienstete und Familienmitglieder unter dem Kommando von General Keane über den Bolan-Pass nach Afghanistan ein. Es kam zum Ersten Anglo-Afghanischen Krieg. Am 30. Juli 1839 marschierte die britische Armee nach Kabul und nahm die Stadt kampflos ein. Dost Mohammed zog sich zurück in den Hindukusch. Im November 1840 ergab er sich den Briten. Der Resident William Macnaghten schickte ihn ins indische Exil.
Im Laufe des nächsten Jahres mehrte sich die Unruhe gegen Schodscha Schah Durrani und die britischen Truppen. Die Ankunft von Mohammed Akbar, einem Sohn Dost Mohammeds, mit 6.000 Mann in Kabul verschärfte die Situation. Schließlich kam es zum katastrophalen Rückzug von General Elphinstone, in dem dessen Armee vollständig vernichtet wurde. Als Reaktion darauf marschierten die Briten erneut nach Kabul. Am 11. Oktober 1842 zogen sich die Truppen aus Kabul und in der Folge aus Afghanistan vollständig nach Indien zurück, nachdem die Britische Ostindien-Kompanie zu dem Schluss gekommen war, dass die fortgesetzte Besetzung zu riskant und kostspielig war. Nach dem Rückzug der Briten aus dem Land konnte Dost Mohammed auf seinen Thron zurückkehren. In den folgenden Jahren gelang es ihm, die zuvor verlorene Kontrolle über weite Teile Afghanistans zurückzuerlangen. 1855 und 1857 unterzeichnete Dost Mohammed Freundschaftsverträge mit den Briten.
1863 gelang seiner Armee die Einnahme Herats, wo Dost Mohammed einige Tage später starb. Auf dem Thron folgte ihm sein Sohn Schir Ali und später sein Sohn Mohammed Afzal Khan.